# Hans la Faille
Hans la Faille (Zwolle, 21 augustus 1946) is een Nederlandse slagwerker.
La Faille is een jeugdvriend van basgitarist Herman Deinum, met wie hij vanaf 1967 in Blues Dimension speelde. In 1969 stapten ze samen over naar Cuby and the Blizzards, in 1974 speelden ze in de groep Cyril rond Cyril Havermans en vanaf 1976 bij Sweet d'Buster. In 1975 vormden La Faille en Deinum de ritmesectie bij de opnamen van de lp Fingerprints van Rob Hoeke en Hein van der Gaag.
Sinds 1996 speelden La Faille en Deinum weer bij Cuby & The Blizzards. Deinum stapte in 2010 echter uit de groep. Na het overlijden van zanger Harry Muskee in september 2011 werd Cuby & The Blizzards opgeheven. La Faille zette na korte tijd een eigen band op: 'Hans la Faille's Showbizz Bluesband'. Ook schreef hij een boek over zijn muzikale carrière dat in april 2012 onder de titel 'Showbizz Blues' verscheen. In 2014 keert La Faille terug bij Flavium, waarin hij eind jaren tachtig al eens had gespeeld. In 2019 richtte hij de band Still Believe op, met Deinum, saxofonist Bertus Borgers en gitarist Erwin Java.
- Gemeinsame Normdatei: 1024753379
- International Standard Name Identifier: 0000 0003 7890 1004
- MusicBrainz: ce9f1eff-7bd3-439b-9a5c-898c7a113740
- Nederlandse Thesaurus van Auteursnamen: 341341827
- Virtual International Authority File: 257148260
- WorldCat: E39PBJymD6p74mkX6YgJYmgBT3